# Station Gąbin
Station Gąbin is een spoorwegstation in de Poolse plaats Gąbin.